# Kharupatia
Kharupatia is een dorp in het district Darrang van de Indiase staat Assam. 

## Demografie
Volgens de Indiase volkstelling van 2001 wonen er 17.784 mensen in Kharupatia, waarvan 54% mannelijk en 46% vrouwelijk is. De plaats heeft een alfabetiseringsgraad van 73%. 